# 하인리히 3세 (신성 로마 황제)
하인리히 3세(독일어: Heinrich III, 1016년 10월 28일 ~ 1056년 10월 5일)는 독일 잘리어 왕가의 두번째 국왕이자 신성로마제국 황제이다. 콘라트 2세의 맏아들로 1026년부터 바이에른의 대공 (하인리히 6세)이자 슈바벤의 공작(하인리히 1세)였다. 아버지 콘라트 2세를 괴롭히던 케른텐의 콘라트 2세의 어린 아들 쿠노를 제치고 하인리히 3세가 케른텐 공작위도 물려받았다. 콘라트 2세에 의해 1028년 공동 독일 국왕이자 로마인의 왕으로 임명되었다.

## 생애
1039년 부친 콘라트 2세가 사망하자 독일왕으로 즉위하였다. 대관식 때 프랑크족의 왕이 아닌 '로마인의 왕'이라는 칭호를 처음 사용한 군주이다. 1046년 로마 교회의 개혁파 성직자들의 요청을 받아 이를 수락한 후 이탈리아로 원정을 가서 3명의 교황을 한꺼번에 폐위시키고 자신을 수행한 독일인 성직자를 클레멘스 2세로 하여 새로운 교황으로 옹립하였다. 그리고 새로운 교황을 통해 로마에서 대관식을 거행하며 신성 로마 제국 황제에 즉위하였다.

그 후에도 3명의 교황을 순차적으로 지명하는 방식으로 사실상 임명권을 행사하며 로마 교황을 완전히 자기 지배 아래 두었다. 하인리히 3세가 세운 4명의 교황은 모두 독일인 성직자였으며 1046년 이후 10년간 로마 교회를 장악하고 교회 개혁을 지원하였다. 1053년 바이에른의 벨프, 하 로렌의 고드프리 3세 등의 귀족들이 반란을 일으키자 이들을 진압하고 3살이 된 아들 하인리히 4세를 독일 왕으로 임명하여 왕권의 안정을 꾀하였다.

## 사망
1056년 6살 된 아들 하인리히 4세를 남겨두고 39살이라는 젊은 나이에 사망하였다. 이후 왕비였던 아그네스가 모후로서 섭정을 하였지만 그녀는 정치적으로 무능하여 왕권이 흔들리기 시작하였다. 하인리히 3세의 아들인 하인리히 4세가 1065년 친정을 시작하지만 선친보다는 무능하였다. 하인리히 4세는 교황 그레고리오 7세와 서임권 투쟁을 벌이다가 1077년에 카노사의 굴욕을 겪은 왕으로 유명세를 떨치게 된다. 카노사의 굴욕은 황제와 교황 간에 권력 다툼에서 교황권이 우위를 차지하는 전환기에 벌어진 매우 드라마틱한 사건이었다.